# Meteorus prosnixoni
Meteorus prosnixoni är en stekelart som beskrevs av Chen och Wu 2000. Meteorus prosnixoni ingår i släktet Meteorus och familjen bracksteklar. Inga underarter finns listade i Catalogue of Life.